# Hidràcid

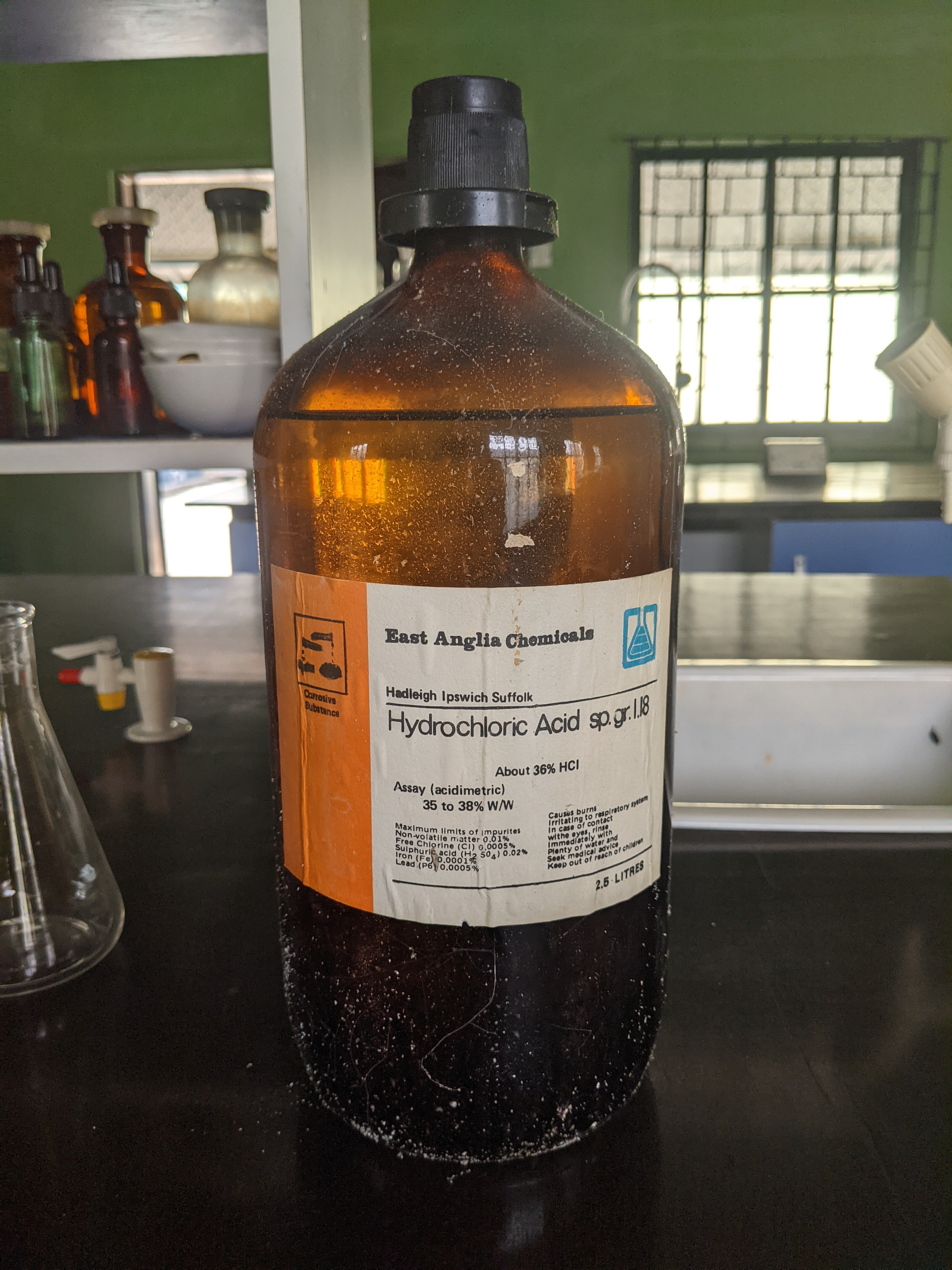
Envàs antic d'àcid clorhídric del 36 % (aprox.).

Un hidràcid és una dissolució aquosa d'un compost binari d'hidrogen amb no-metalls que presenta propietats àcides. En un hidràcid, la substància pura en si no és un àcid, només actua com a tal quan està en solució, habitualment aquosa. És per això que, en estat pur, es considera un hidrur (com ara el clorur d'hidrogen HCl) i, en solució aquosa, un hidràcid (en aquest cas l'àcid clorhídric HCl(aq)). Tots els hidràcids són dissolucions transparents. El més emprat industrialment és l'àcid clorhídric.
Els hidràcids s'anomenen amb la paraula àcid més el radical propi de l'element no-metall acabat amb la terminació –hídric, forma sufixada del mot grec hýdōr ‘aigua’, fent referència a la necessitat de la dissolució aquosa. Les dissolucions considerades hidràcids són vuit: l'àcid fluorhídric HF(aq), l'àcid clorhídric HCl(aq), l'àcid bromhídric HBr(aq), l'àcid iodhídric HI(aq), l'àcid sulfhídric H2S(aq), l'àcid selenhídric H2Se(aq), l'àcid tel·lurhídric H2Te(aq) i l'àcid cianhídric HCN(aq). Aquest darrer, però, és un cas especial, ja que, malgrat que l'anió cianur CN– no és monoatòmic com la resta, presenta un comportament químic idèntic al dels halurs. La força d'aquests àcids augmenta d'esquerra a dreta i de dalt a baix de la taula periòdica dels elements. L'àcid clorhídric, l'àcid bromhídric i l'àcid iodhídric es consideren àcids forts (constant d'acidesa Ka >> 1 o pKa < –1), mentre que la resta són àcids febles.

## Interacció amb l'aigua

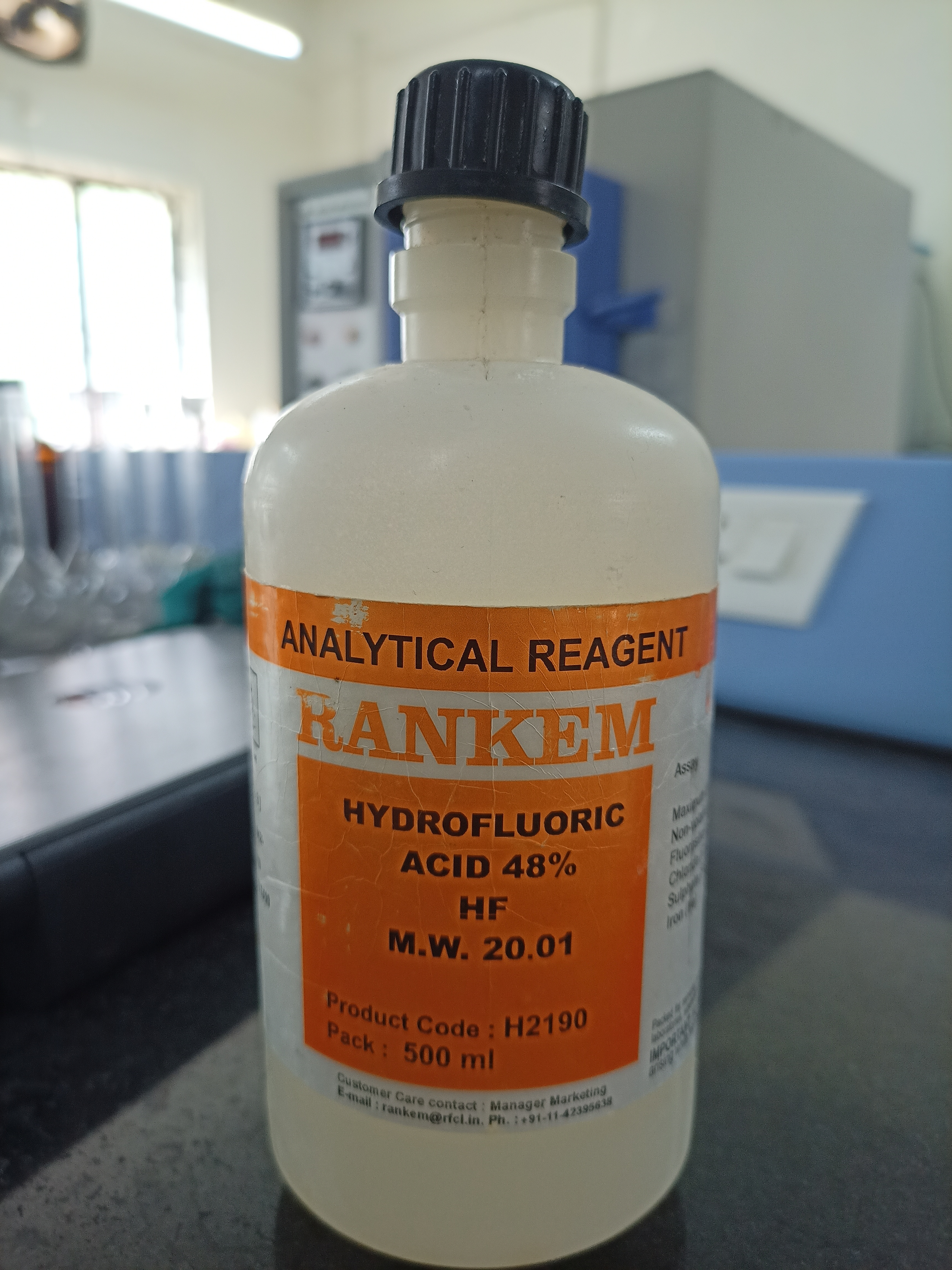
Envàs d'àcid fluorhídric del 48 %.

En dissolució aquosa aquests composts d'hidrogen reaccionen amb l'aigua per a donar cations oxoni H3O+ i l'anió del no-metall, segons la teoria àcid-base de Brønsted-Lowry. Pels hidràcids forts es produeix la reacció completa, mentre que pels febles s'estableix un equilibri químic. En són exemples:
{\displaystyle {\ce {HCl(aq) + H2O(l) -> H3O+(aq) + Cl^- (aq)}}}{\displaystyle {\ce {HCN(aq) + H2O(l) <=> H3O+(aq) + CN^- (aq)}}}
Des d'un punt de vista termodinàmic el procés de ruptura heterolítica de l'enllaç H—X en dos ions és un procés endotèrmic amb variació d'entalpia positiva (ΔdH° > 0), requereix energia dissociar l'enllaç. Tanmateix, és una energia que es recupera amb la hidratació d'ambdós ions, ja que les hidratacions són processos exotèrmics amb entalpia negativa (ΔhH° < 0) perquè s'estableixen forces intermoleculars ió-dipol entre els ions i l'aigua. Malgrat que es representi el protó hidratat com el catió oxoni H3O+, és una simplificació pel fet que queda envoltat de moltes més molècules d'aigua. Aquestes reaccions d'hidratació es poden escriure com:
{\displaystyle {\ce {H+ + nH2O -> [H(H2O)_{n}]+}}}{\displaystyle {\ce {X- + mH2O -> [X(H2O)_{m}]-}}}
Pel que cal a la variació d'entropia, en la majoria dels casos es produeix un augment (ΔS° > 0), perquè hi ha un increment del desordre. Per tant, la reacció dels àcids forts amb l'aigua és un procés espontani perquè l'energia de Gibbs és negativa (ΔG° < 0). En el cas dels àcids febles és ΔG° > 0, com passa amb l'àcid fluorhídric (ΔG° = 4,3 kcal/mol).

## Força dels hidràcids dels halògens

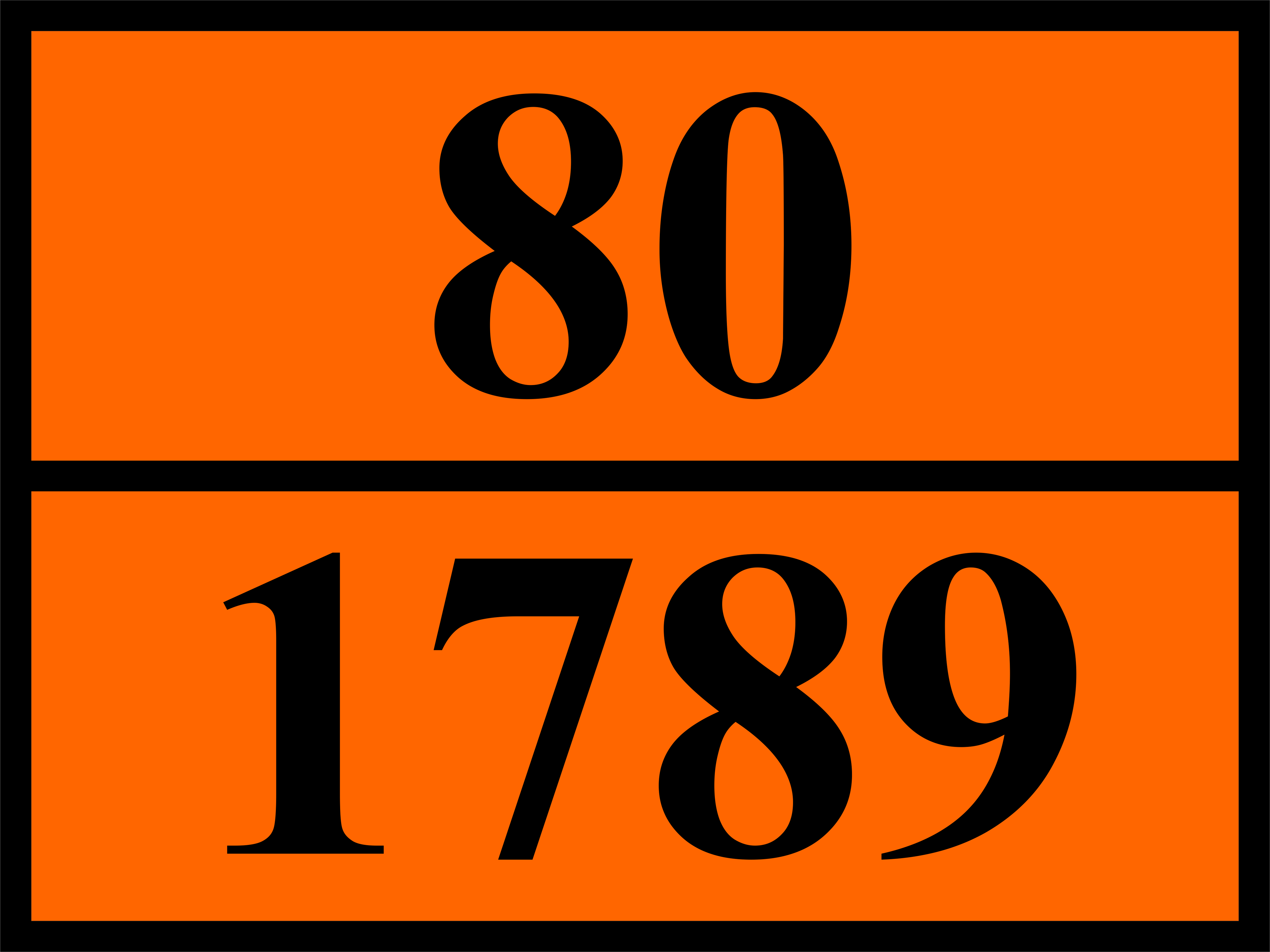
Codis corresponents a l'àcid clorhídric (número UN 1789) dels transports. El 8 significa que és corrosiu i 0 que no presenta cap altre perill.

L'estabilitat de l'enllaç H—X depèn de la intensitat del camp elèctric creat per l'anió X–, i dita intensitat és funció de la càrrega i del radi iònic. La càrrega elèctrica és la mateixa en tots els anions dels halògens, –1, per la qual cosa la diferència d'intensitat només depèn del radi iònic. Com que la força de Coulomb és inversament proporcional al radi, a major radi, menys força d'atracció. Els radis iònics augmenten en davallar dins d'un grup de la taula periòdica (r(F–) = 133 pm; r(Cl–) = 181 pm; r(Br–) = 196 pm; r(I–)= 220 pm), per la qual cosa els radis augmenten del fluorur F– al iodur I–. D'aquesta manera l'enllaç més feble és el del iodur d'hidrogen i serà l'àcid iodhídric l'àcid més fort i el fluorhídric el més feble: HF(aq) < HCl(aq) < HBr(aq) < HI(aq). L'àcid fluorhídric, el més feble, té un pKa = 3,20, i els valors dels altres són –8, –9 i –10, respectivament.

## Força dels hidràcids dels calcògens
Pels calcògens el raonament és idèntic al dels halògens. En aquest cas, però, la càrrega dels anions és –1 per la pèrdua del primer protó i –2 si perden ambdós (més difícil), per la qual cosa el camp és el doble d'intens per a un mateix radi iònic. Els radis augmenten igual (r(S2–) = 184 pm; r(Se2–) = 198 pm; r(Te2–) = 221 pm), davallant dins del grup dels calcògens a la taula periòdica. Com que els enllaços són més forts els àcids són més febles perquè és més difícil rompre l'enllaç amb l'hidrogen. Els valors dels pKa de la pèrdua del primer hidrogen són pKa(H2S) = 7,05 > pKa(H2Se) = 3,89 > pKa(H2Te) = 2,64.

## Força de l'àcid cianhídric
L'àcid cianhídric presenta un pKa de 9,21 essent, per tant, el més feble de tots els hidràcids.